# Övre tjärnen, Västmanland
Övre tjärnen är en sjö i Nora kommun i Västmanland och ingår i Norrströms huvudavrinningsområde.